# Энсфрид Кёльнский
Энсфрид Кёльнский (нем. Ensfrid von Köln) (умер 27 марта 1192 года) — святой (преподобный) католической церкви.
Дата и место рождения Энсфрида неизвестны. Он служил священником в Зигбурге, затем был переведен в качестве декана штифта в церковь Св. Андрея в Кёльн. Был добросовестным и благочестивым, склонным к благотворительной деятельности, которая временами приобретала оригинальные формы.
Энсфрид умер 27 марта 1192 года и был погребён в церкви Св. Андрея. День памяти — также 27 марта.